# Francesco Vespignani
Francesco Vespignani, född 4 april 1842 i Rom, död 1 juli 1899 i Rom, var en italiensk arkitekt. Han var son till arkitekten Virginio Vespignani. I Rom har Francesco Vespignani bland annat ritat kyrkobyggnaderna Sacro Cuore di Gesù och Sant'Anselmo all'Aventino.

## Bilder
| - Sacro Cuore di Gesù. - Sant'Anselmo all'Aventino. |